# Vladimer Dvalishvili
Vladimer Dvalishvili (géorgien : ვლადიმერ დვალიშვილი) est un footballeur international géorgien né le 20 avril 1986 à Tbilissi. Il joue actuellement au poste d'attaquant à Odense BK.

## Biographie
Le 6 juin 2009, il joue son premier match en sélection géorgienne, contre la Moldavie au Stade Mikhaïl-Meskhi (défaite 1-2).

## Statistiques

### En club
| Saison                | Club                  | Championnat           | Championnat | Championnat | Coupe(s) nationale(s) | Coupe(s) nationale(s) | Compétition(s) continentale(s) | Compétition(s) continentale(s) | Compétition(s) continentale(s) | Total | Total |
| Saison                | Club                  | Division              | M.          | B.          | M.                    | B.                    | Comp.                          | M.                             | B.                             | M.    | B.    |
| 2009-2010             | Maccabi Haïfa         | Ligat HaAl            | 35          | 16          | 8                     | 3                     | C1                             | 12                             | 5                              | 55    | 24    |
| 2010-2011             | Maccabi Haïfa         | Ligat HaAl            | 30          | 12          | 8                     | 3                     | C3                             | 2                              | 2                              | 40    | 17    |
| 2011-2012             | Maccabi Haïfa         | Ligat HaAl            | 11          | 7           | 0                     | 0                     | C1+C3                          | 10                             | 4                              | 21    | 11    |
| Sous-total            | Sous-total            | Sous-total            | 76          | 35          | 16                    | 6                     | -                              | 24                             | 11                             | 116   | 52    |
| 2011-2012             | Polonia Varsovie      | Ekstraklasa           | 12          | 3           | 0                     | 0                     | -                              | -                              | -                              | 12    | 3     |
| 2012-2013             | Polonia Varsovie      | Ekstraklasa           | 15          | 7           | 0                     | 0                     | -                              | -                              | -                              | 15    | 7     |
| Sous-total            | Sous-total            | Sous-total            | 27          | 10          | 0                     | 0                     | -                              | 0                              | 0                              | 27    | 10    |
| 2012-2013             | Legia Varsovie        | Ekstraklasa           | 1           | 0           | 0                     | 0                     | -                              | -                              | -                              | 1     | 0     |
| Total sur la carrière | Total sur la carrière | Total sur la carrière | 104         | 45          | 16                    | 6                     | -                              | 24                             | 11                             | 144   | 62    |

1. ↑  Jusqu'en janvier 2012.
2. ↑  Jusqu'en février 2013.

### Buts en sélection
| Buts en sélection de Vladimer Dvalishvili | Buts en sélection de Vladimer Dvalishvili | Buts en sélection de Vladimer Dvalishvili      | Buts en sélection de Vladimer Dvalishvili | Buts en sélection de Vladimer Dvalishvili | Buts en sélection de Vladimer Dvalishvili | Buts en sélection de Vladimer Dvalishvili |
|                                           | Date                                      | Lieu                                           | Adversaire                                | Score                                     | Résultat                                  | Compétition                               |
| ----------------------------------------- | ----------------------------------------- | ---------------------------------------------- | ----------------------------------------- | ----------------------------------------- | ----------------------------------------- | ----------------------------------------- |
| 1.                                        | 10 juin 2009                              | Stade Qemal-Stafa, Tirana (Albanie)            | Albanie                                   | 1-0                                       | 1-1                                       | Match amical                              |
| 2.                                        | 9 septembre 2009                          | Laugardalsvöllur, Reykjavik (Islande)          | Islande                                   | 1-2                                       | 1-3                                       | Match amical                              |
| 3.                                        | 10 octobre 2009                           | Podgorica City Stadium, Podgorica (Monténégro) | Monténégro                                | 1-1                                       | 1-2                                       | Éliminatoires Euro 2008                   |
| 4.                                        | 14 octobre 2009                           | Stade national Vassil Levski, Sofia (Bulgarie) | Bulgarie                                  | 1-4                                       | 2-6                                       | Éliminatoires Euro 2008                   |

NB : Les scores sont affichés sans tenir compte du sens conventionnel en cas de match à l'extérieur (Géorgie-Adversaire)

## Palmarès
- Champion de Géorgie : 2005, 2007
- Champion d'Israël : 2011
- Vainqueur de la Coupe de Pologne : 2013
- Championnat de Pologne : 2013 et 2014